# Леопольдау (станція метро)
48°16′39″ пн. ш. 16°27′06″ сх. д. / 48.2775° пн. ш. 16.4516° сх. д.
Леопольдау (нім. Leopoldau) — станція Віденського метрополітену, кінцева станція лінії U1, розміщена після станції «Гросфельдзідлунг». Відкрита 2 вересня 2006 року у складі дільниці «Кагран» — «Леопольдау»
Розташована в 21-му районі Відня (Флоридсдорф), на вулиці Шерс-штрассе, біля однойменного вокзалу.
Станція наземна, критого типу, однопрогінна. Оздоблена станція металом, виконана у холодних сріблястих кольорах.
Поблизу станції немає великих житлових кварталів, лише кілька багатоповерхових будинків, приватний сектор і степ на сході. Незначний пасажиропотік. Поруч зі станцією автобусна зупинка, яка обслуговує маршрути 32А і 125.